# Antonín Fingerland
Antonín Fingerland (26. února 1900 Jičín – 27. prosince 1999 Červený Kostelec) byl český lékař působící v oboru patologie. Od roku 1992 je po něm pojmenován Fingerlandův ústav patologie Lékařské fakulty UK v Hradci Králové, v jehož čele stál 42 let (1928–1970). Byl také aktivním amatérským fotografem.

## Život
Antonín Fingerland se narodil v Jičíně (v Tyršově ulici), v rodině berního ředitele. V Jičíně také vystudoval gymnázium (maturita 1918). K rodnému městu měl celý život intenzivní vztah, opakovaně se tam vracel. Za druhé světové války fotografoval barokní památky okresu Jičín (např. kaple Božího hrobu v Drahorazi). Tento fotoarchiv věnoval muzeu v Jičíně.
Medicínu studoval na lékařské fakultě Univerzity Karlovy v Praze, kde 23. února 1924 odpromoval. Už během studia v letech 1921–1922 působil jako demonstrátor v Oddělení pro topografickou anatomii v Pražském patologicko-anatomickém ústavu prof. Jaroslava Hlavy. Oddělení tehdy vedl profesor  Karel Weigner (1874–1937). Díky tomu ještě před promocí nastoupil jako asistent na anatomický ústav a působil tam pět let (1923–1928). Následně se stal prvním primářem prosektury Všeobecné okresní nemocnice v Hradci Králové (v letech 1928–1945). Do roku 1933 zároveň zastával funkci primáře infekčního oddělení. Jako prosektor usiloval o systematické provádění pitev a snažil se vytvořit z prosektury vědecké středisko, které by pomáhalo růstu vlastní disciplíny i disciplín klinických. Habilitoval se v roce 1945 a již roku 1948 byl jmenován profesorem patologické anatomie. V roce 1945, kdy vznikla Lékařská fakulta Univerzity Karlovy v Hradci Králové, se z primáře oddělení stal přednostou Ústavu patologie LF HK UK. V této pozici působil až do roku 1970. I nadále se však až do své smrti účastnil na aktivitách v ústavu jako vědecký pracovník. Napsal více než 280 odborných textů.
Zabýval se především infekčními a plicními nemocemi, věnoval se problematice patogenního vlivu kouření cigaret na vznik rakoviny plic a jiných chorob. V dubnu 1945 diagnostikoval epidemii skvrnitého tyfu u vězňů v Terezíně.
Své vzdělání a erudici si zdokonaloval také v zahraničí. Půl roku studoval infekční nemoci v Pasteurově ústavu v Paříži. Účastnil se řady patologicko-anatomických sjezdů a konferencí nejen v Evropě (Berlín, Leningrad, Londýn, Milán, Mnichov, Moskva, Neapol, New York, Varšava, Vídeň).

## Rodina
Antonínův otec Jan Fingerland (narozen 1858) byl berní úředník a voják z bosenské války. V roce 1897 se jeho rodina přestěhovala do Jičína, protože právě tam byl Jan přeložen. Jeho manželka Anna, rozená Petřinová, z Jičína pocházela, a tak se nastěhovali do domu jejího otce (bývalého puškaře jičínského pluku) v Libosadu u Jičína. Tehdy měli jen jedno dítě – tehdy tříletého syna Jana (1894–1965), který si později změnil příjmení podle své manželky Boženy na Kasalický. Jan Kasalický se stal legionářem a vysokým důstojníkem Československé armády, význačným vojenským teoretikem a publicistou. Druhou světovou válku strávil válku v Terezíně. V poválečném období se stal generálem a pracoval ve vysokém postavení na armádním generálním štábu. Po převratu v roce 1948 byl dne 20. dubna 1948 „pro nepokrokový postoj vůči lidově demokratickým zásadám“ vyloučen ze všech odbojových organizací. Jeho žádost o přezkoumání nebyla úspěšná a dne 1. srpna 1949 byl přeložen do výslužby.
Fingerlandovi měli nakonec ještě tři děti: Annu (později provdanou Mazáčkovou), která se stala učitelkou v Jičíně, Antonína a nejmladšího Karla, který se vypracoval na ředitele firmy v Bratislavě.
Antonín si za ženu vzal Elišku roz. Solnařovou, které celý život onikal.

## Ocenění
- první cena v pražské soutěži amatérských fotografů (1933)[2]
- čestný člen polské patologické společnosti (1957)[2]
- čestný člen České lékařské společnosti Jana Evangelisty Purkyně (1966)
- Purkyňova cena České lékařské společnosti Jana Evangelisty Purkyně (1970)
- Zlatá medaile Univerzity Karlovy (1995)
- Zlatá medaile Lékařské fakulty UK v Hradci Králové
- Rytíř českého lékařského stavu České lékařské komory (1996)
- Čestný občan měst Jičína (1991[6]) a Hradce Králové (1996[7])[1]
- Čestný člen Pekařovy společnosti Českého ráje[8] (1997)[2]
- Medaile Josefa Hlávky (1998)